# Chalepus parananus
Chalepus parananus es un coleóptero de la familia Chrysomelidae.
Fue descrita científicamente en 1927 por Pic.